# Puccinellia hauptiana
Puccinellia hauptiana là một loài thực vật có hoa trong họ Hòa thảo. Loài này được (Krecz.) Kitag. miêu tả khoa học đầu tiên năm 1937.